# Battenbergring
Der Battenbergring ist eine ehemalige Motorsport-Rennstrecke bei Hatzfeld im hessischen Landkreis Waldeck-Frankenberg. Sie liegt etwa 3 km südwestlich von Battenberg und wurde in den 1950er Jahren als temporärer Straßenkurs für mehrere Motorrad-Rennveranstaltungen genutzt.

## Geschichte
Der Battenbergring entstand als Nachfolger des Stadtkurses Rund um Battenberg, der zuletzt am 10. August 1952 genutzt wurde und nach mehreren tödlichen Unfällen am Rennwochenende stillgelegt wurde.
Das erste Rennwochenende auf der temporären Strecke fand am 9. August 1953 statt und umfasste sechs Rennen in vier Motorrad- und zwei Gespannklassen, die vor etwa 40.000 Zuschauern abgehalten wurden. 
Das letzte Rennen fand am 17. Juni 1956 statt. Ein weiterer tödlicher Unfall, bei dem Gespann-Beifahrer Hans Piroth ums Leben kam, sowie anhaltende finanzielle Probleme bei der Durchführung der Veranstaltungen bedeuteten das Aus für das Rennen im Folgejahr.

## Streckenbeschreibung
Der benutzte Straßenkurs hatte eine Länge von über 12 km und umfasste die heutige B 253 zwischen Eifa und Laisa, die L3080 zwischen Laisa und Hatzfeld sowie die L553 zwischen dem Edertal und Eifa. Die Strecke wies einen Höhenunterschied von 129 m auf. Start und Ziel befanden sich etwa 200 m westlich der Abzweigung nach Frohnhausen. Die Streckenabschnitte hießen „Gendarmen-Eck“, „Horst“, „Feldgerade“, „Waldschleife“, „Laisa-Eck“, „Teufelswäldchen“, „Eder Strasse“, „Hatzfelder Kehre“, „Eifa-Grund“, „Spitzkehre“ und „Zollstock“.

## Veranstaltungen
Insgesamt fanden zwischen 1953 und 1956 4 Rennveranstaltungen auf dem Battenbergring statt, die jeweils vom MSC Battenberg organisiert wurden.
- 9. August 1953: Motorräder: 125 cm³, 250 cm³, 350 cm³, 500 cm³; Gespanne: 500 cm³, 750 cm³
- 27. Juni 1954: Motorräder: 125 cm³, 250 cm³, 350 cm³, 500 cm³; Gespanne: 500 cm³ - Das Rennen wurde als 3. Lauf der DMV-Junioren-Meisterschaft gewertet[3]
- 15. Mai 1955: Motorräder: 125 cm³, 250 cm³, 350 cm³, 500 cm³; Gespanne: 500 cm³ (2 Rennen)
- 17. Juni 1956: Motorräder: 125 cm³, 250 cm³, 350 cm³, 500 cm³; Gespanne: 500 cm³ (2 Rennen)

Bei der letzten Veranstaltung wurde auch der amtierende Rundenrekord beim Rennen in der Gespannklasse durch das BMW-Gespann von Hillebrand/Grunwald aufgestellt. Der Battenbergring ist einer der wenigen Kurse auf dem dies durch ein Fahrzeug dieser Klasse gelang.
Inzwischen finden in der Innenstadt von Battenberg regelmäßig durch den MSC Battenberg ausgerichtete Revival-Veranstaltungen statt, bei denen historische Motorräder aus der Zeit der Rennen in und um Battenberg zum Einsatz kommen.

## Galerie

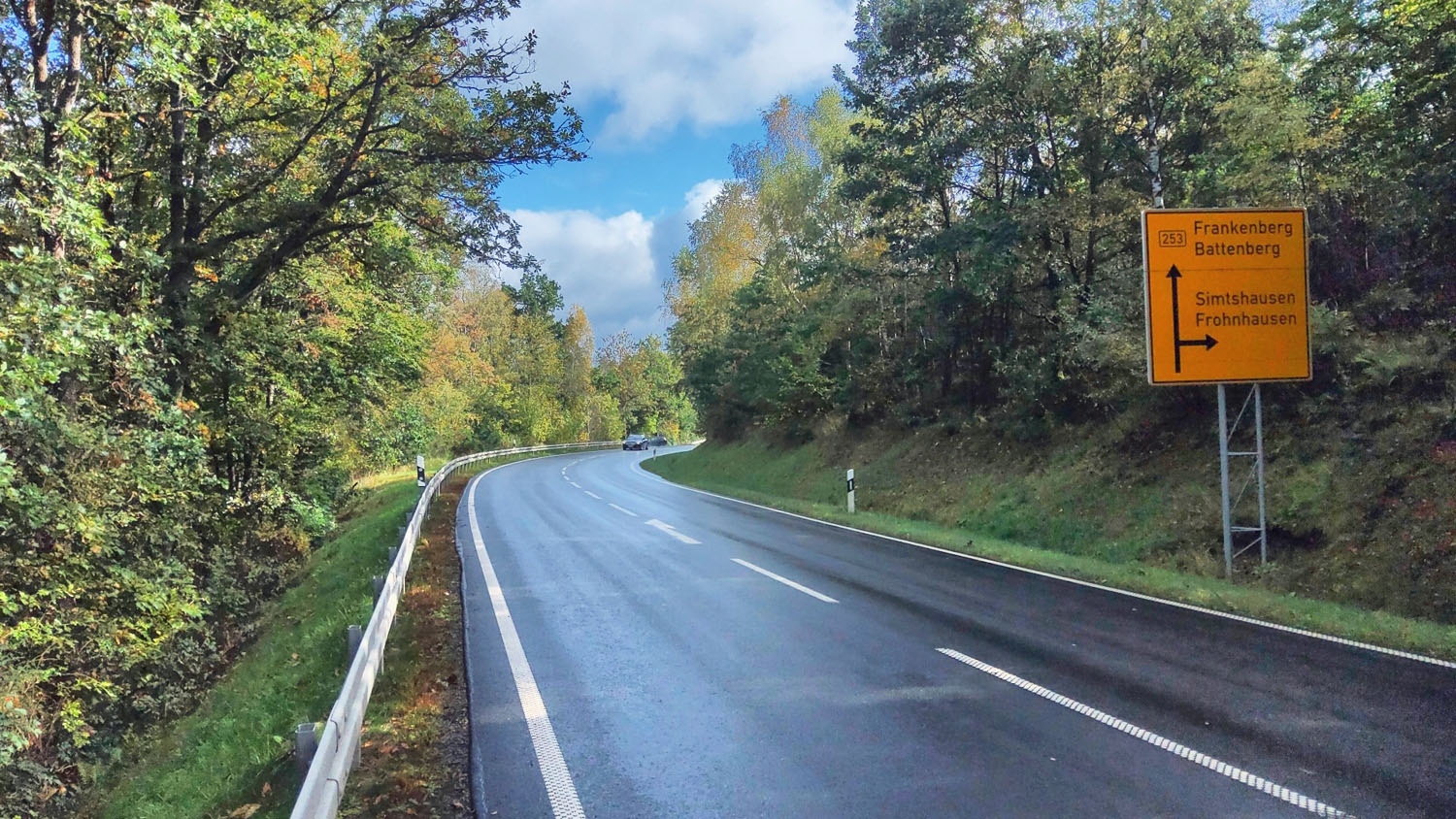
Start-Ziel Bereich vor dem Gendarmeneck
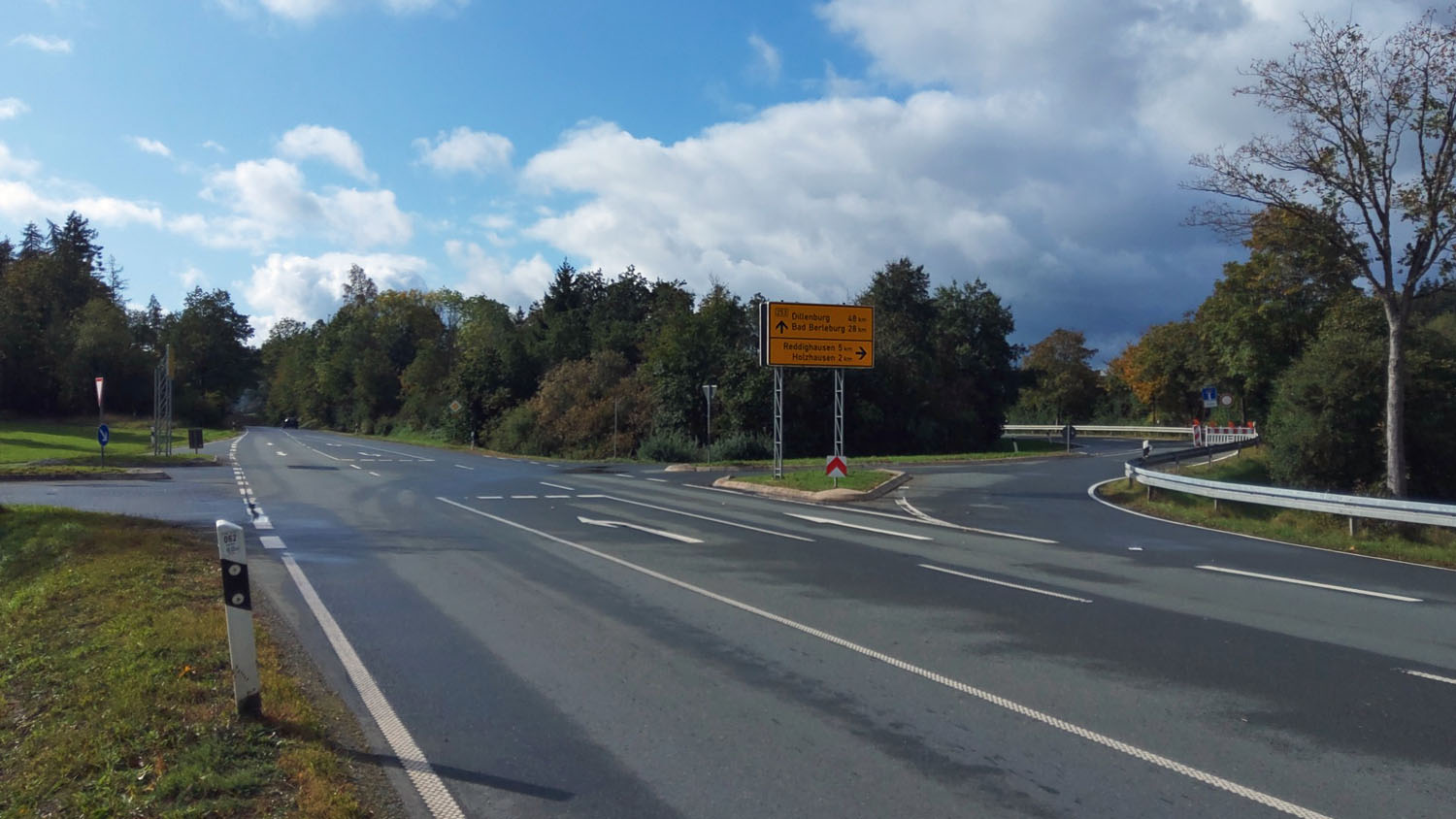
Laisa-Eck
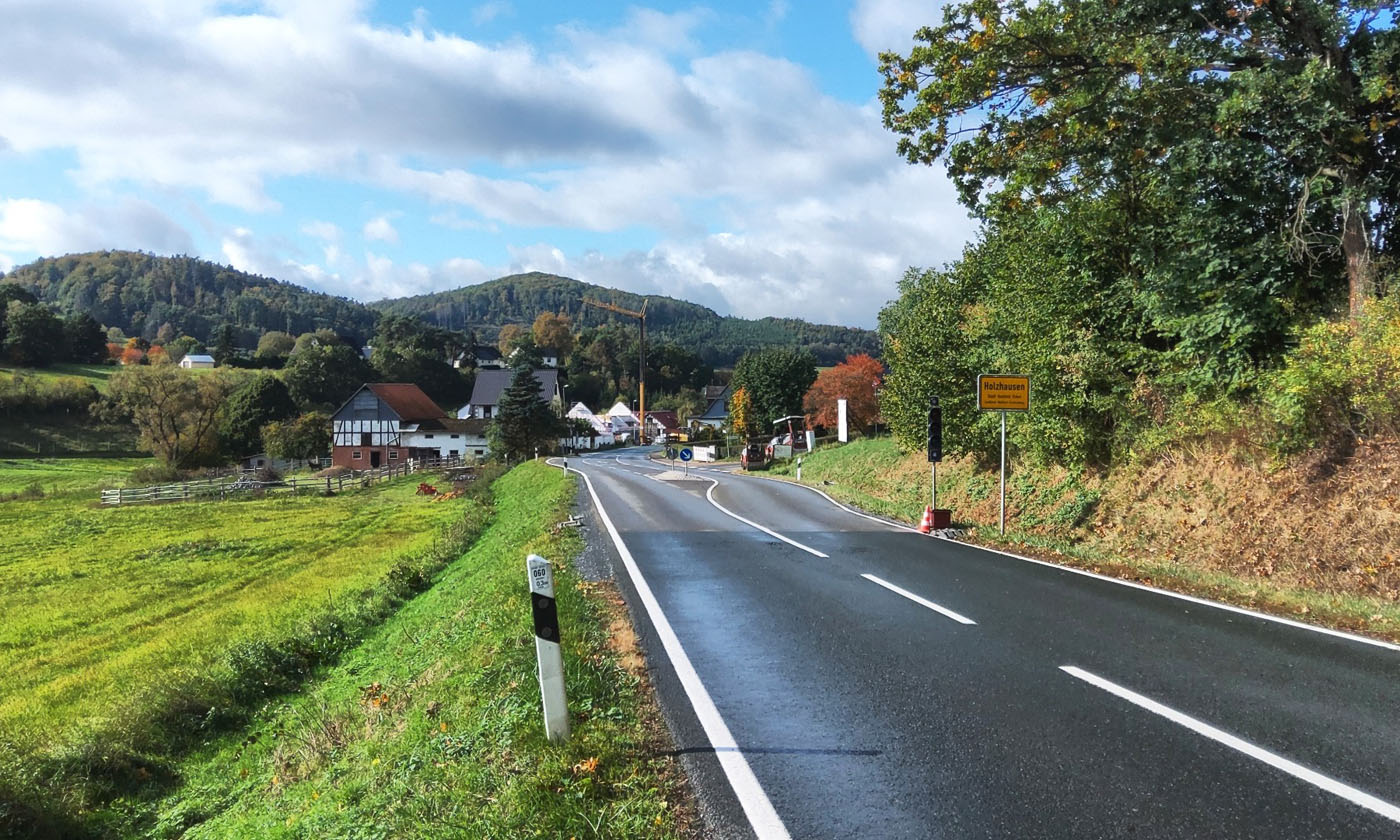
Einfahrt Holzhausen
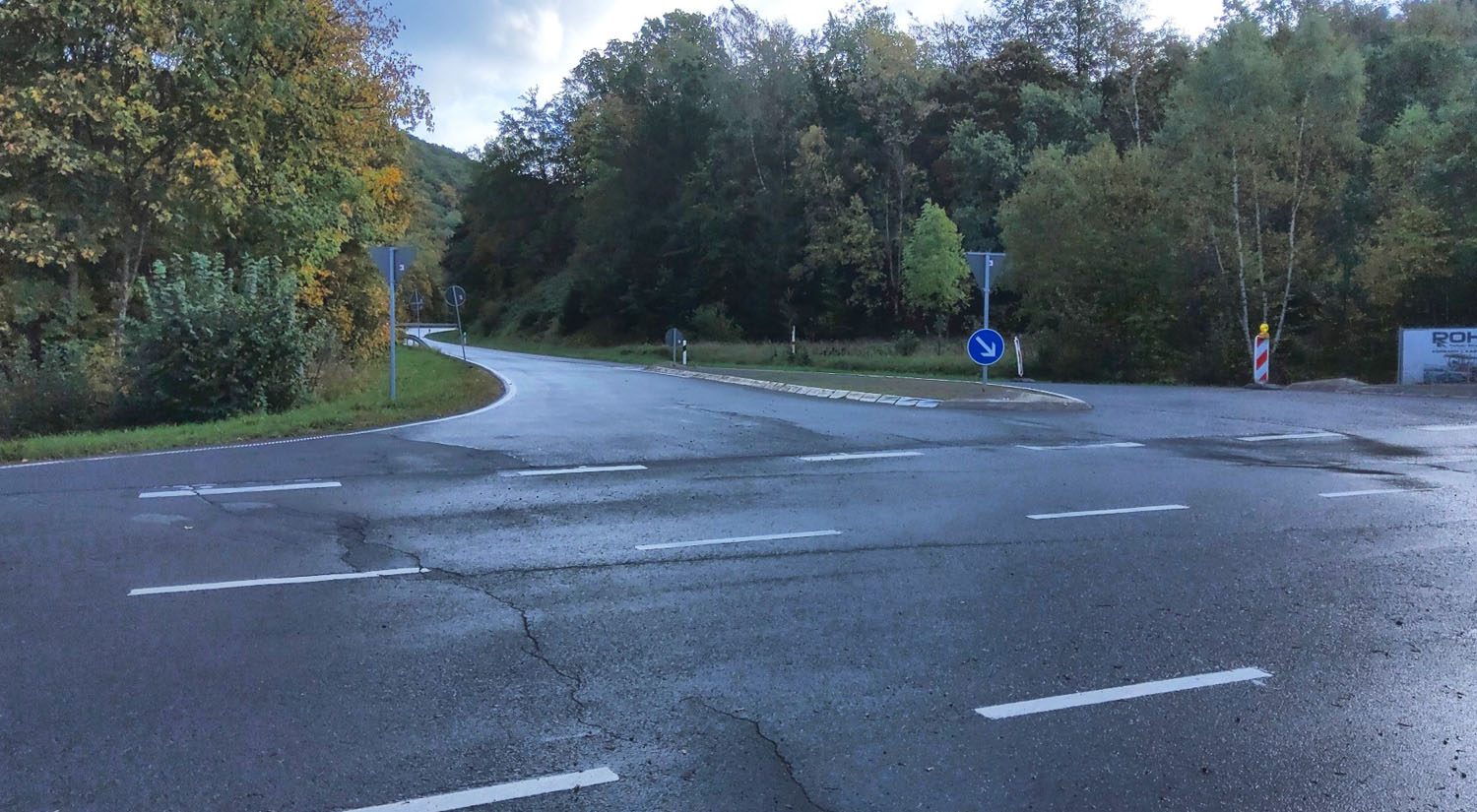
Hatzfeldkehre in Richtung Eifa-Grund
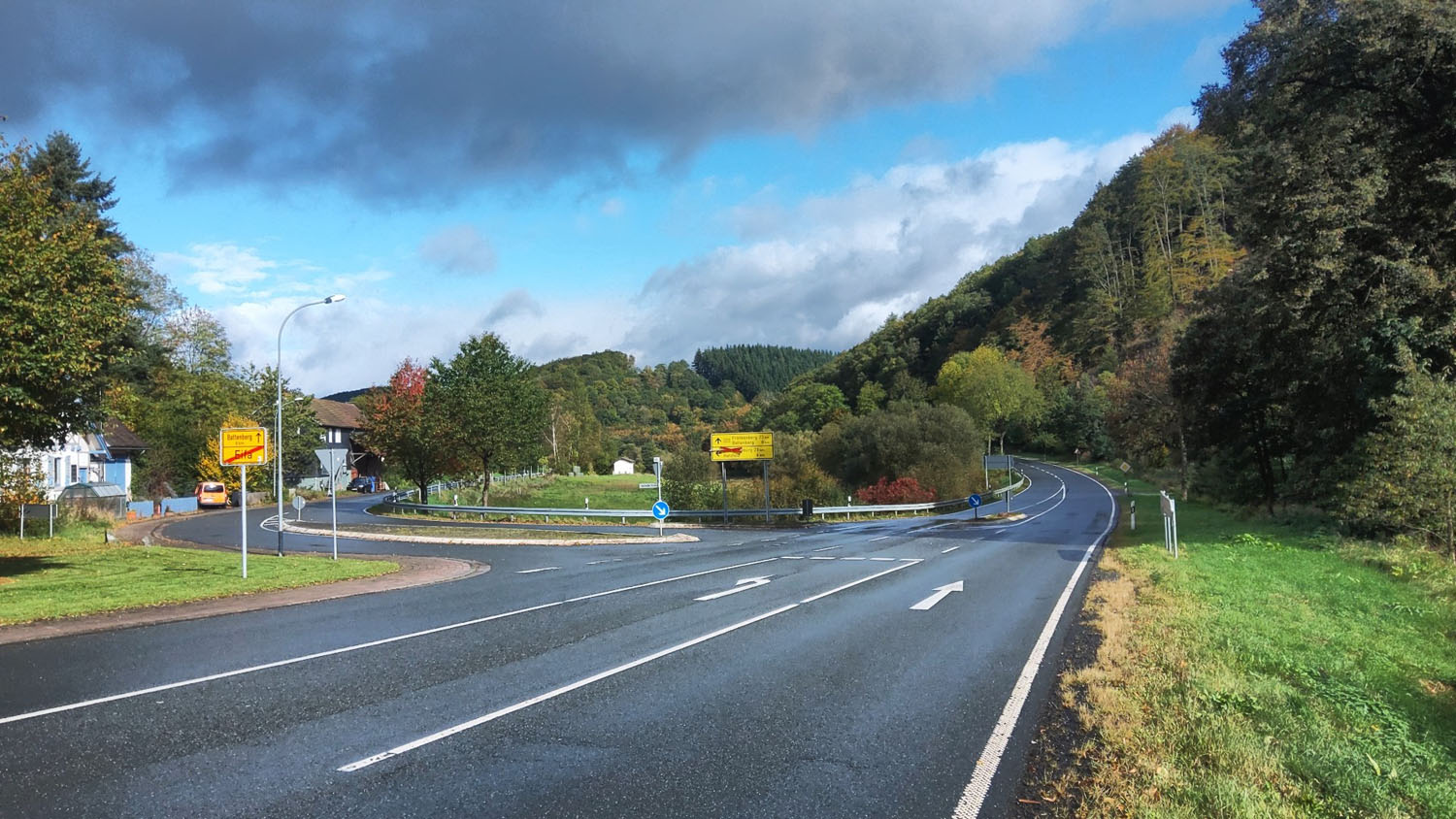
Haarnadelkurve am Ortsrand Eifa
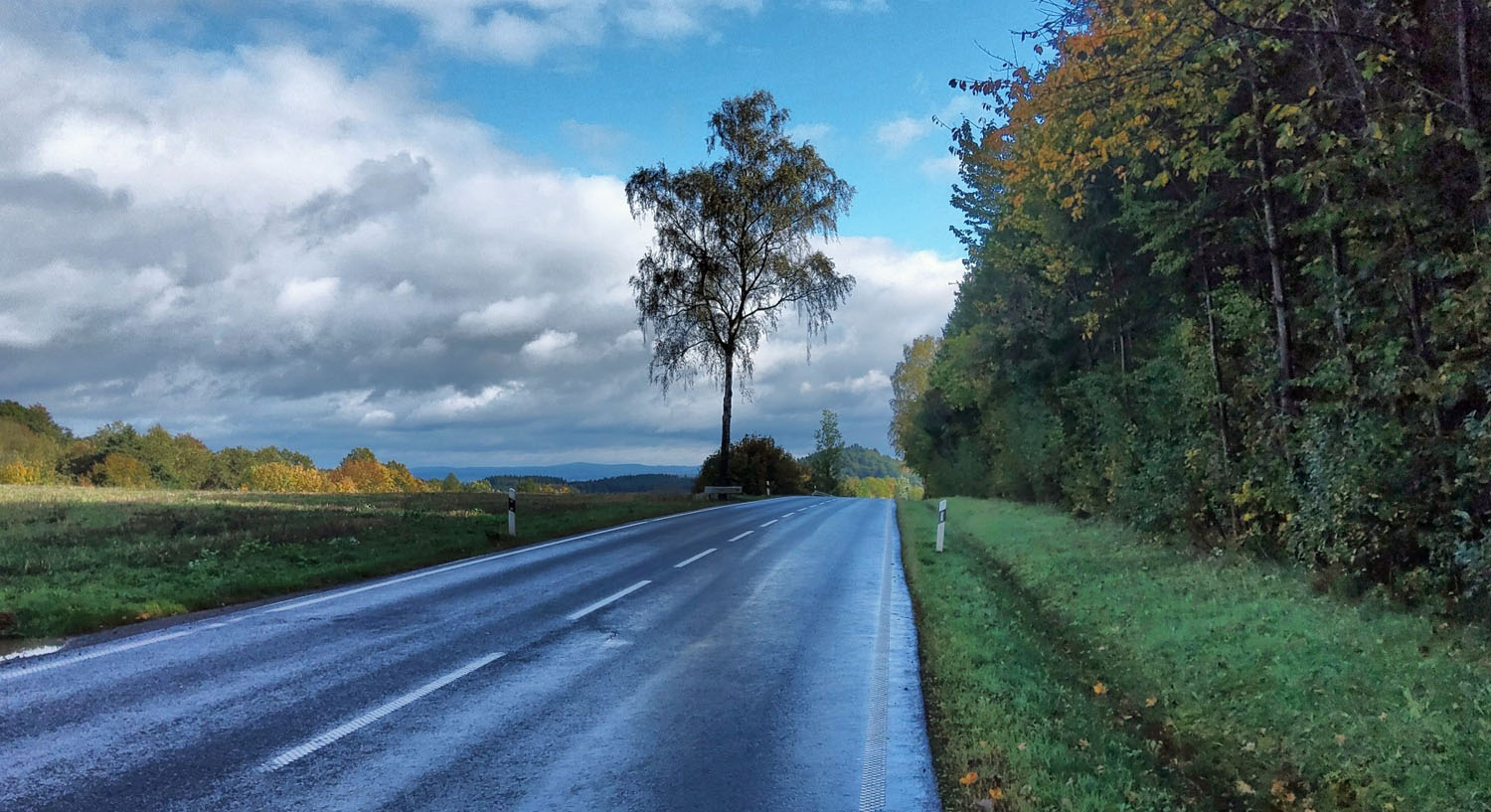
Zoilstock (höchster Streckenteil)

## Sonstiges
Die Strecke existiert seit 2022 als 3rd Party-Download für die Rennsimulation Assetto Corsa, wobei das virtuelle Modell der Strecke allerdings ohne Vorort-Informationen entstand und die historische Streckensituation daher nur bedingt widerspiegelt.